# Orangefarbenes Aguti
Das Orangefarbene Aguti (Dasyprocta croconota) ist eine Art der Agutis. Es lebt im östlichen Brasilien südlich des Amazonas sowie im Bereich des Amazonasdeltas. Der Artstatus ist teilweise umstritten, teilweise werden die Tiere auch als Unterart des Goldagutis (D. leporina) eingeordnet.

## Merkmale
Das Orangefarbene Aguti erreicht eine Kopf-Rumpf-Länge von etwa 46,5 bis 56,0 Zentimetern bei einem Gewicht von 2,2 bis 2,8 Kilogramm. Die Ohrlänge beträgt 40 bis 45 Millimeter, die Hinterfußlänge 105 bis 110 Millimeter und die Schwanzlänge 10 bis 25 Millimeter. Der Rumpf der Tiere ist einfarbig hell-orange ohne dunklere Pigmentierungsanteile, wodurch sie sich von anderen Arten der Gattung unterscheiden. Die Rückenlinie ist deutlich durch einen grauen Streifen markiert. Der Vorderkörper ist grau, die Körperseiten blass hell-orange, wobei die einzelnen Haare einzelne dunklere Bänder aufweisen.

## Verbreitung

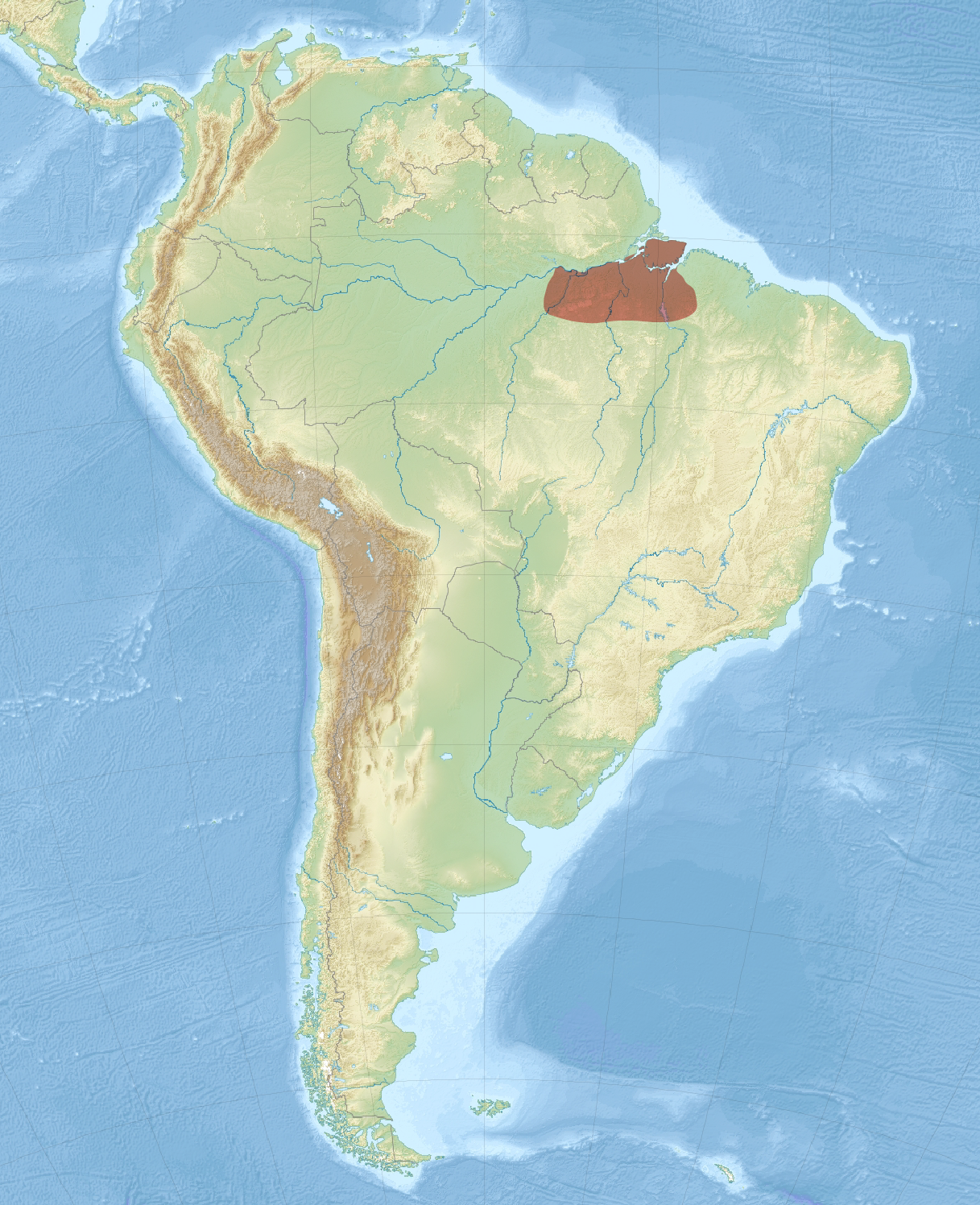
Verbreitungsgebiet des Orangefarbenen Agutis

Das Verbreitungsgebiet des Orangefarbenen Aguti ist auf das im östlichen Brasilien südlich des Amazonas begrenzt, wo die Tiere vom unteren Rio Tapajós bis zum Rio Tocantins bis zum Amazonasdelta sowie auf den Inseln Marajó und Mexiana vorkommen.

## Lebensweise
Das Orangefarbene Aguti lebt in den feuchten Regenwaldgebieten des Flachlands nahe dem Amazonasdelta, wobei es sowohl im Primär- wie auch im Sekundärwald und an den Waldrandgebieten vom Meeresspiegel bis in Höhen von etwa 200 Metern anzutreffen ist. Teile des Lebensraumes werden als dichte Regenwaldgebiete („Floresta ombrófila densa“) charakterisiert. Auf Marajó findet man sie vor allem in den Küstenwäldern und Buschregionen. Wie andere Arten der Gattung sind sie herbivor und ernähren sich vor allem von Früchten, Samen und Nüssen. Weitere Informationen zur Lebensweise der Tiere liegen nicht vor.

## Systematik
Das Orangefarbene Aguti wird im Handbook of the Mammals of the World von 2016 als eigenständige Art innerhalb der Gattung der Agutis (Dasyprocta) eingeordnet, die aus mehr als zehn anerkannten Arten besteht. Die wissenschaftliche Erstbeschreibung der Art stammt von dem Zoologen Johann Georg Wagler aus dem Jahr 1831, der sie aus „Brasilia ad flumen Amazonum“ beschrieb, was 1999 von Gilson Evaristo Iack-Ximenes in Santarém am Rio Tapajós im brasilianischen Bundesstaat Pará eingegrenzt wurde. Oldfield Thomas ordnete es 1923 als Unterart des Goldagutis (D. leporina) ein und seither wurde es meist als dessen Unterart oder Synonym betrachtet. Erst Iack-Ximenes erhob das Orangefarbene Aguti erneut in den Artstatus auf der Basis von deutlichen Merkmalsunterschieden bei gleichzeitiger großer Überlappung der Verbreitungsgebiete. Auch Wilson & Reeder 2005 ordnete die Tiere als Unterart des Goldagutis ein.
Innerhalb der Art werden keine Unterarten unterschieden.

## Status, Bedrohung und Schutz
Das Orangefarbene Aguti wird aufgrund der fehlenden Informationen von der International Union for Conservation of Nature and Natural Resources (IUCN) bislang nicht in eine Gefährdungskategorie eingeordnet, sondern als „data deficient“ gelistet. Die IUCN übernahm allerdings die Einordnung als eigenständige Art.

## Belege
1. 1 2 3 4 5 6 7 8  Orange Agouti. In: J. A. Gilbert, T.E. Lacher jr: Family Dasyproctidae (Agoutis and Acouchys) In: Don E. Wilson, T.E. Lacher, Jr., Russell A. Mittermeier (Hrsg.): Handbook of the Mammals of the World: Lagomorphs and Rodents 1. (HMW, Band 6) Lynx Edicions, Barcelona 2016, S. 459, ISBN 978-84-941892-3-4.
2. ↑  Dasyprocta leporina croconota. In: Don E. Wilson, DeeAnn M. Reeder (Hrsg.): Mammal Species of the World. A taxonomic and geographic Reference. 2 Bände. 3. Auflage. Johns Hopkins University Press, Baltimore MD 2005, ISBN 0-8018-8221-4.
3. ↑  Dasyprocta croconota in der Roten Liste gefährdeter Arten der IUCN 2019. Eingestellt von: N. Roach, L. Naylor, 2016. Abgerufen am 2. Januar 2023.